# Expedição 20
Expedição 20 foi a vigésima expedição humana de longa duração à Estação Espacial Internacional, realizada entre 29 de maio e 11 de outubro de 2009. Ela foi a primeira missão na ISS com uma tripulação de seis membros, o que se tornaria padrão a partir daí. O russo Gennady Padalka foi o primeiro cosmonauta a comandar duas expedições consecutivas, esta e a anterior. Como as naves russas Soyuz comportam apenas três tripulantes foram necessários dois lançamentos para completar a tripulação; a Soyuz TMA-14 foi lançada em 26 de março e a Soyuz TMA-15 no dia seguinte. Dois astronautas do revezamento foram lançados em missões do ônibus espacial, Timothy Kopra e Nicole Stott, esta a última a integrar uma tripulação na estação lançada por este veículo espacial.

## Tripulação
| Posição               | Primeira parte (Maio até julho de 2009) | Segunda parte (Julho até agosto de 2009) | Terceira parte (Agosto até outubro de 2009) |
| --------------------- | --------------------------------------- | ---------------------------------------- | ------------------------------------------- |
| Comandante            | Gennady Padalka                         | Gennady Padalka                          | Gennady Padalka                             |
| Engenheiro de voo 1   | Michael Barratt                         | Michael Barratt                          | Michael Barratt                             |
| Engenheiro de voo 2   | Frank De Winne                          | Frank De Winne                           | Frank De Winne                              |
| Engenheiro de voo 3   | Roman Romanenko                         | Roman Romanenko                          | Roman Romanenko                             |
| Engenheiro de voo 4   | Robert Thirsk                           | Robert Thirsk                            | Robert Thirsk                               |
| Engenheiro/a de voo 5 | Koichi Wakata                           | Timothy Kopra                            | Nicole Stott                                |

## Insígnia
A insígnia da missão representa uma nova era na exploração espacial com a primeira tripulação de seis integrantes fixos vivendo e trabalhando no espaço e mostra o significado da estação para os objetivos da NASA e seus parceiros. As seis estrelas nela significam os seis tripulantes, homens e mulheres. O símbolo dos astronautas se estende da base da logomarca até a grande estrela no alto, representando a equipe internacional que trabalha no projeto, das equipes de terra aos astronautas em órbita, que estão atuando juntas para aumentar nosso conhecimento sobre viver e trabalhar no espaço. A ISS, em primeiro plano, significa onde estamos agora e o importante papel que ela tem na direção dos nossos objetivos de exploração espacial. O conhecimento e a experiência desenvolvidas através destes avanços nos permitirá deixar a órbita baixa da Terra mais uma vez para os novos desafios de estabelecer um presença permanente na Lua e viajar até Marte e além. Os arcos coloridos em branco, azul e vermelho representam nossos objetivos de exploração, como símbolos da Terra, da Lua e de Marte.

## Missão
A expedição recebeu a visita de dois ônibus espaciais,  STS-127 Endeavour e STS-128 Discovery, que fizeram a troca de tripulantes e levaram os últimos componentes do módulo japonês Kibo, uma nave não-tripulada Progress e uma nave não-tripulada HTV japonesa, que fizeram transporte de carga e alimentos para a estação. Uma única caminhada espacial foi realizada pelos tripulantes, em 5 de junho, para preparar o módulo Pirs para a chegada de um novo módulo de pesquisa russo chamado MRM2.
O japonês Wakata fez uma experiência peculiar durante a missão, sem trocar as roupas de baixo por um mês, para testar uma roupa especial deste tipo sem ser lavada ou trocada; a experiência mostrou que ele não desenvolveu nenhum odor especial com os efeitos do uso do vestuário especial.
A expedição realizou, conjuntamente com a anterior de menor período,  98 experiências científicas na área de pesquisa humana, desenvolvimento e observação da Terra, além de atividades educacionais, ciências físicas e biológicas. A Rússia realizou suas pesquisas separadamente.

## Caminhadas espaciais
| EVA#  | Astronautas | Início (UTC)              | Fim (UTC)                 | Duração             |
| ----- | --- | ------------------------- | ------------------------- | ------------------- |
| EVA 1 | Gennady Padalka Michael Barratt | 5 de junho de 2009 07:52  | 5 de junho de 2009 12:46  | 4 horas, 54 minutos |
| EVA 1 | Na primeira caminhada da Expedição 20 foram instalados antenas, um alvo para para engate e conectores elétricos no módulo Zvezda. Preparando a ISS para a chegado do Minimódulo russo de Pesquisa 2, prevista para novembro de 2009,. O astronauta Barrett fotografou as novas antenas a partir do guindaste Strela-2                                     |                           |                           |                     |
| EVA 2 | Gennady Padalka Michael Barratt | 10 de junho de 2009 06:55 | 10 de junho de 2009 07:07 | 12 minutos          |
| EVA 2 | Caminhada espacial "interna". O módulo Zvezda foi despressurizado para que os cosmonautas substituíssem uma das escotilhas, como preparação para a acoplagem do Minimódulo russo de Pesquisa 2, ou MMP2. A futura acoplagem do MMP2 será realizada automaticamente na escotilha zênite do Zvezda, e servirá como uma doca adicional para veículos russos. |                           |                           |                     |

## Galeria

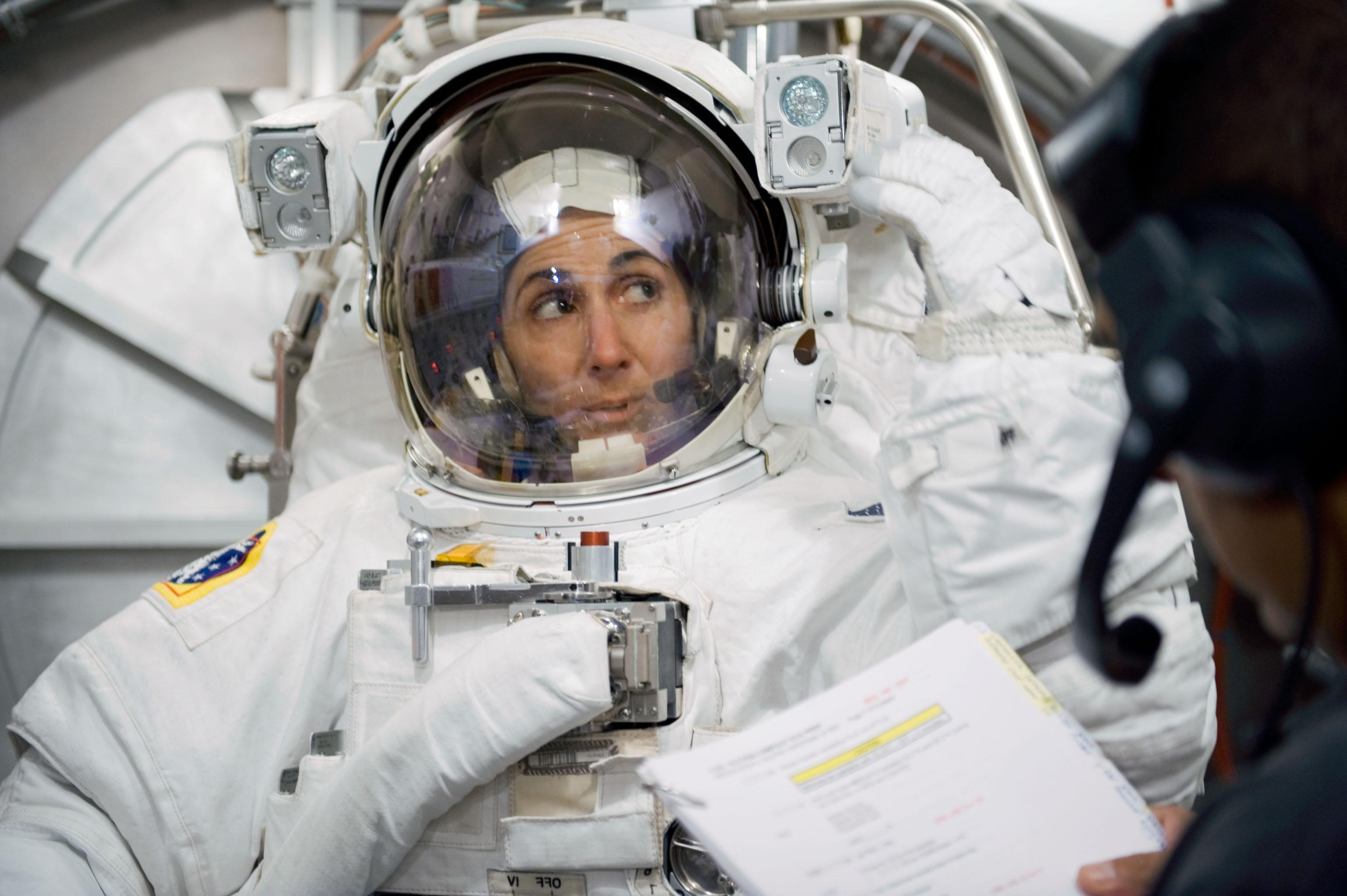
Nicole Stott testa o traje para caminhadas espaciais antes do lançamento.
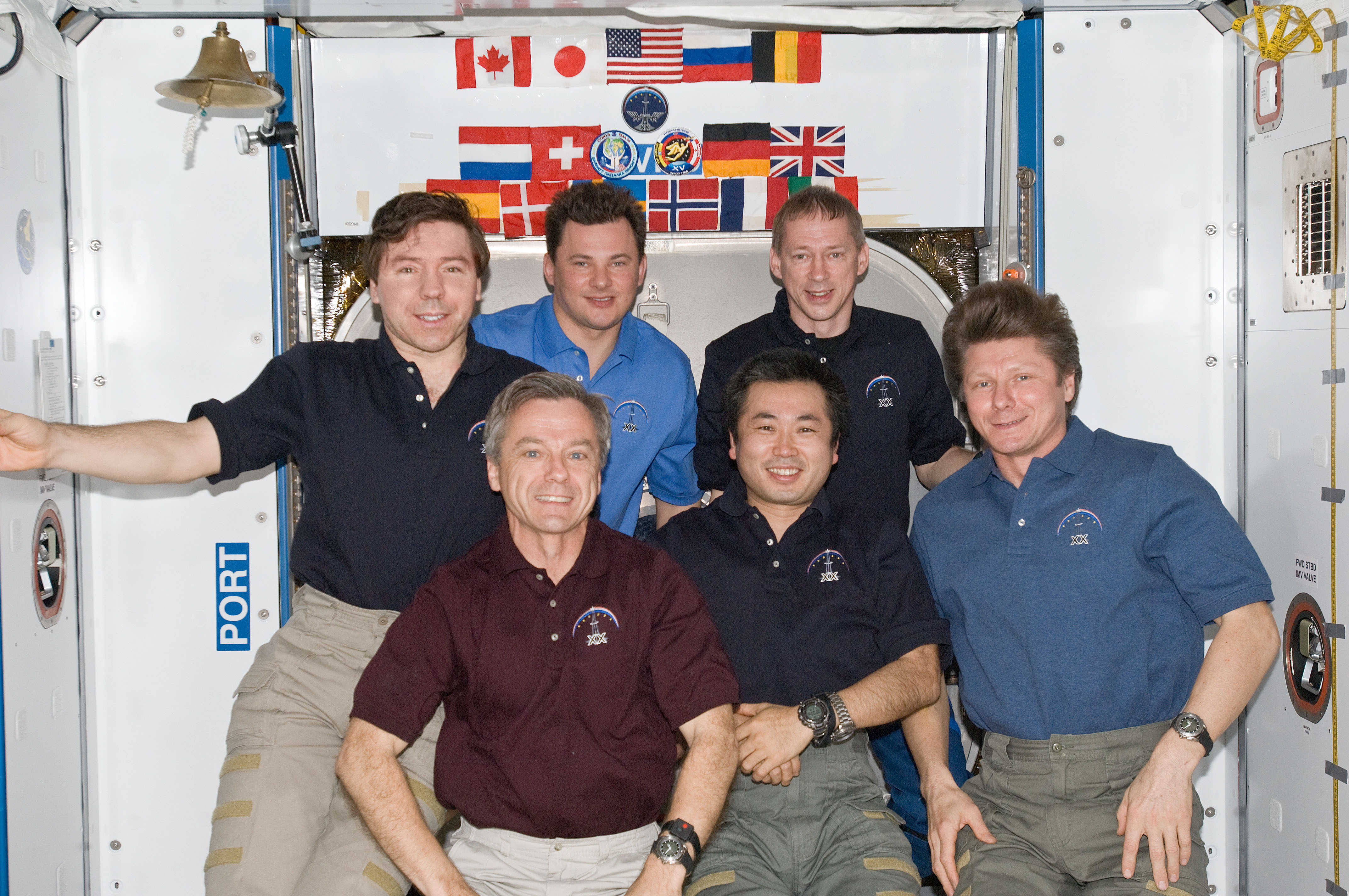
A tripulação no módulo Harmony.
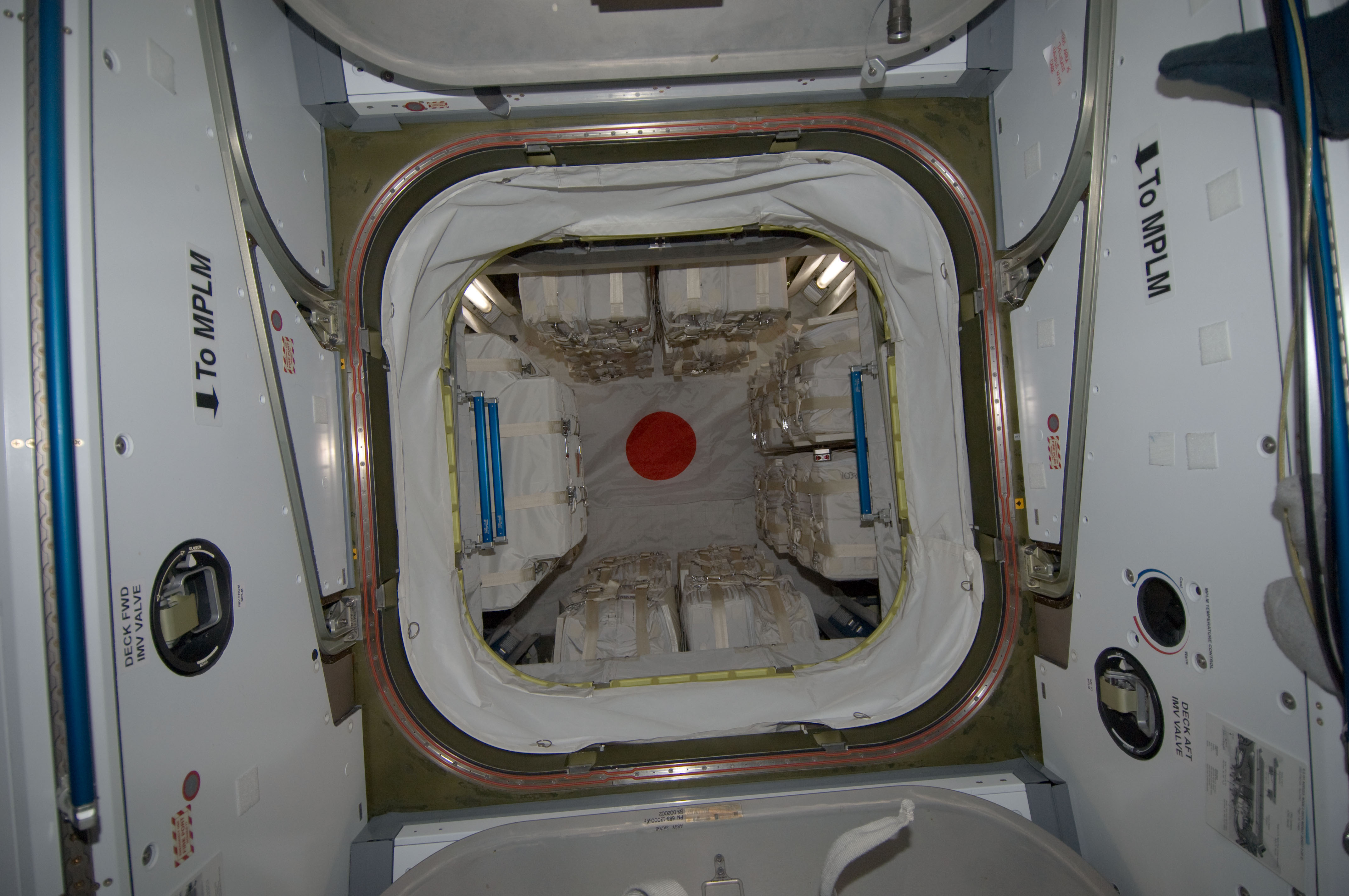
O interior do veículo de carga japonês  HTV .
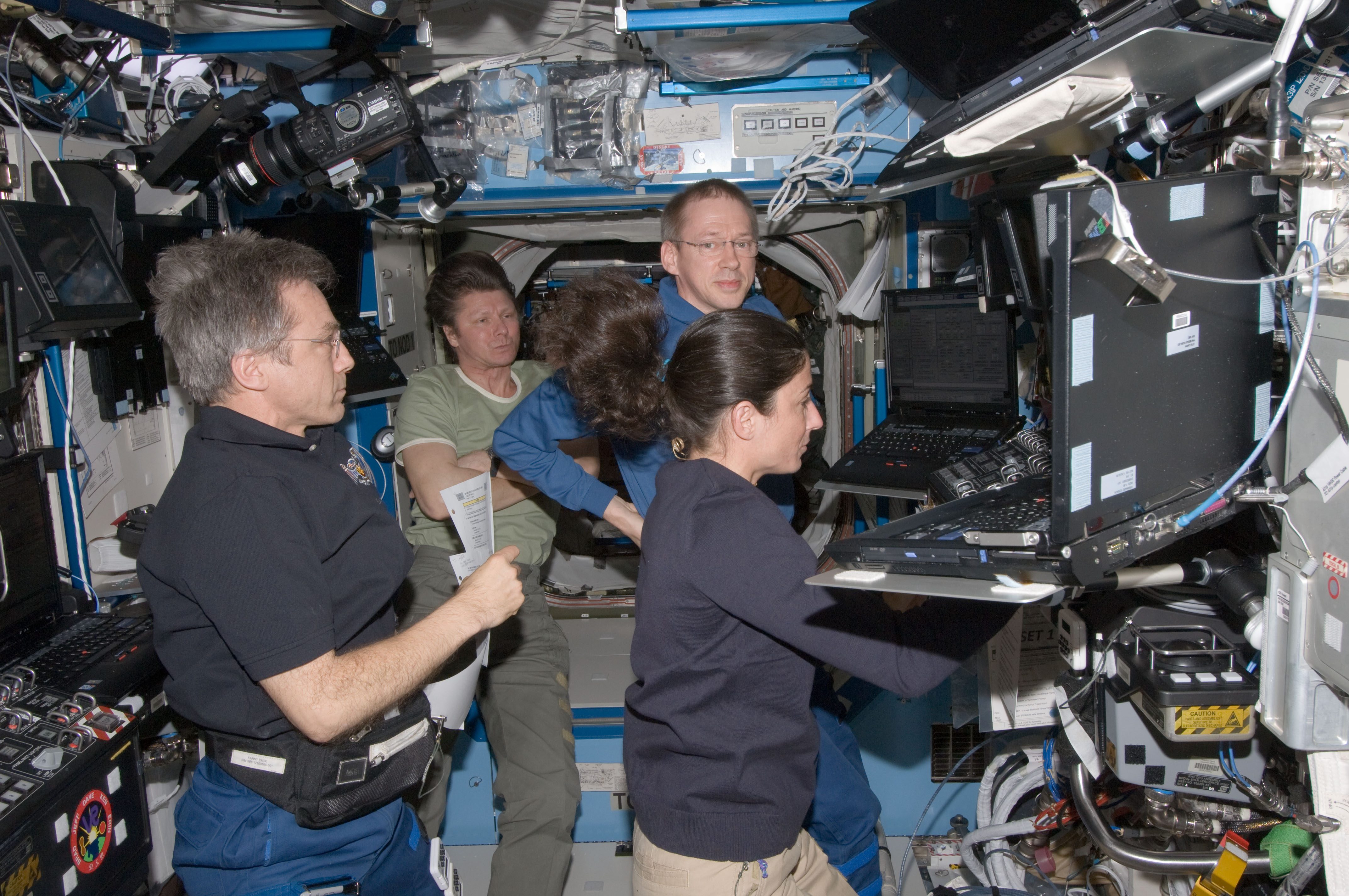
Tripulação trabalha com o Canadarm2 na acoplagem manual do HTV.
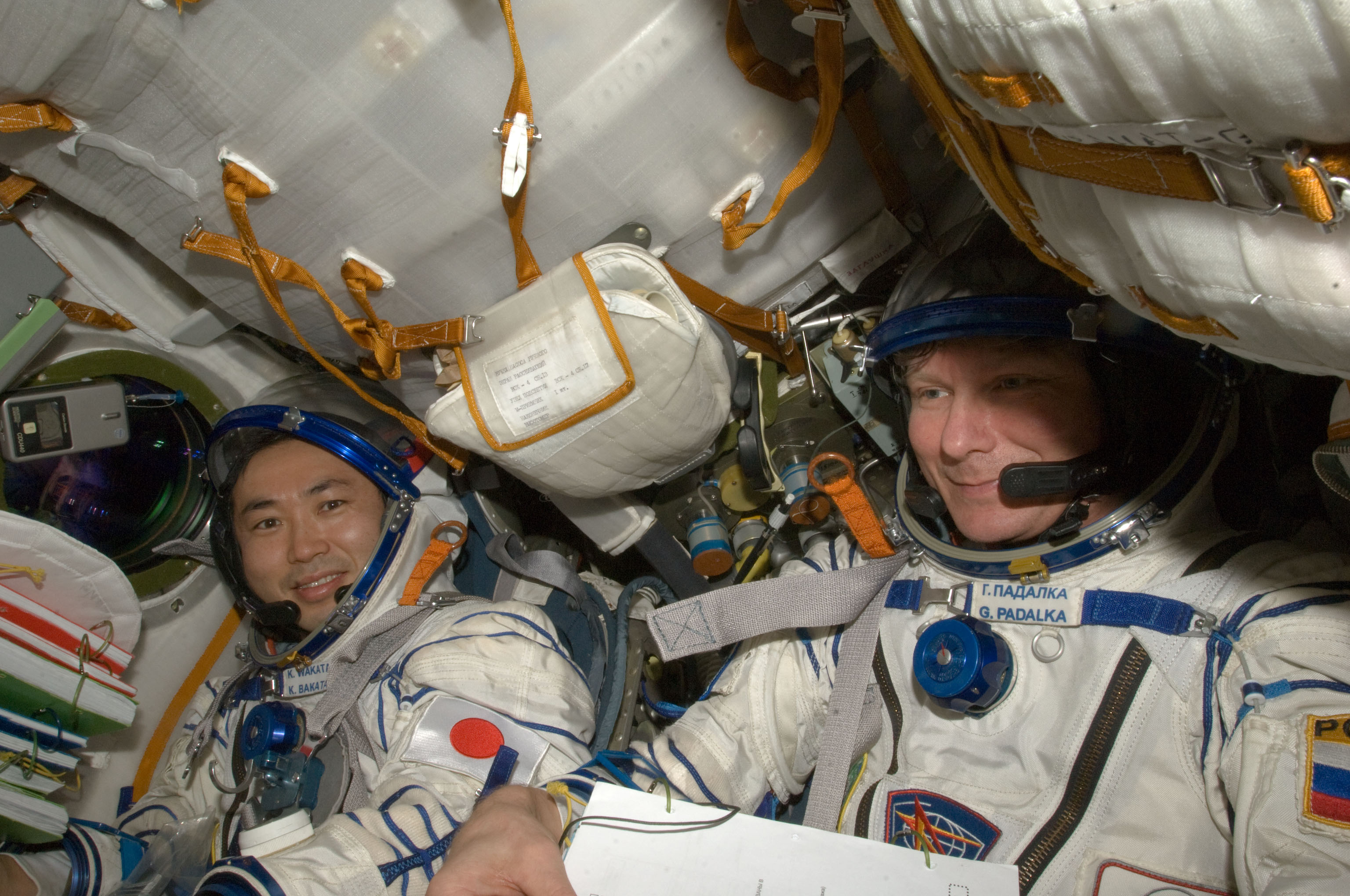
Padalka e Wakata na Soyuz TMA-14 durante manobras de mudança de ponto de acoplagem da nave na estação.
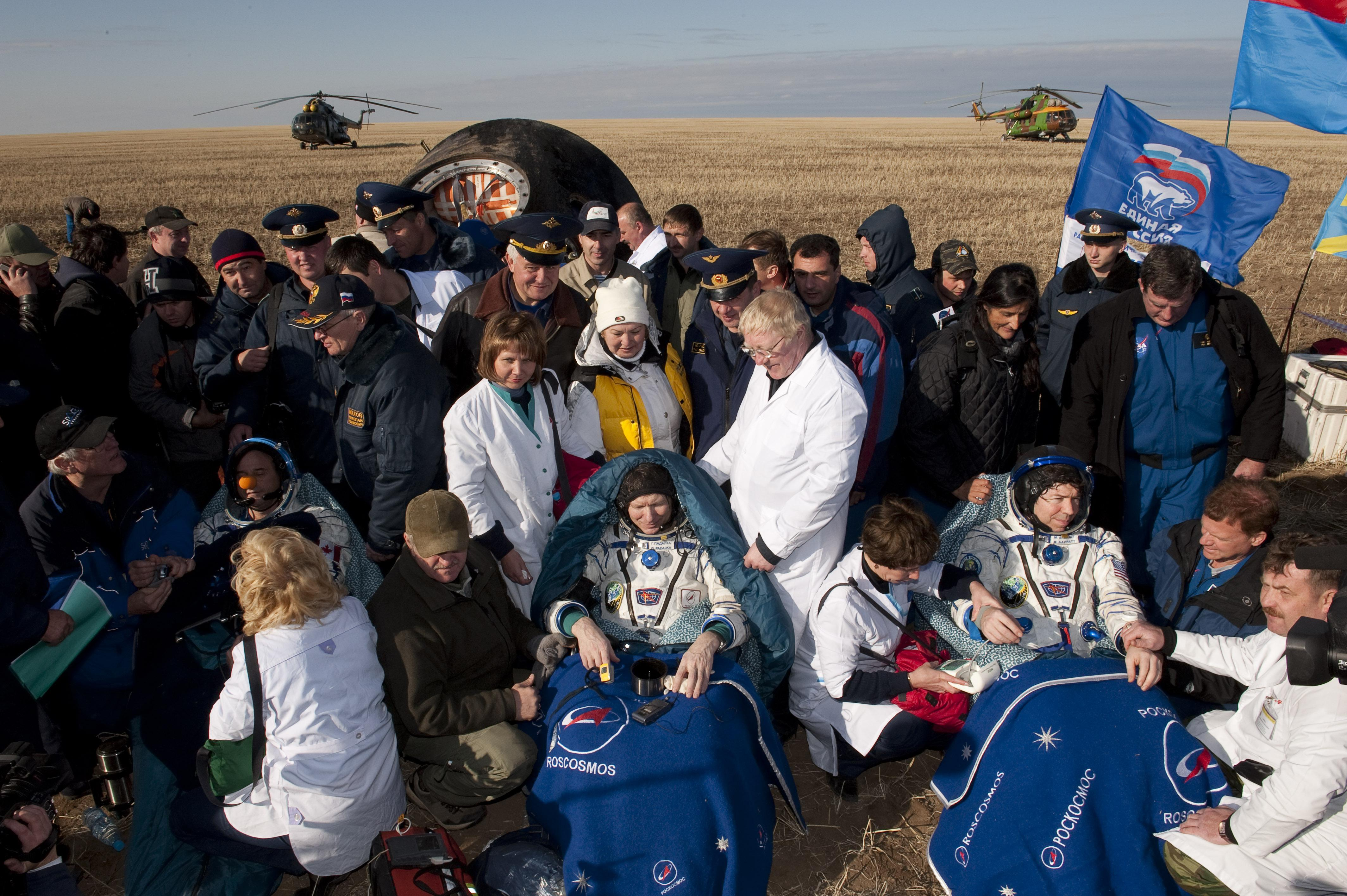
A tripulação é recebida de volta na Terra após a Expedição.